# Headobardos
Los headobardos (nórdico antiguo: Heaðobardr; inglés antiguo: Heaðubeardan; sajón antiguo: Headubarden. Se puede traducir como barbas-guerreras) fue un pueblo germánico del norte de Europa, posiblemente una rama de los longobardos, y cuyo nombre posiblemente se ha preservado en el topónimo Bardengau, en Mecklenburg, Alemania. Los headobardos aparecen mencionados en los poemas épicos Beowulf y Widsith, donde parece que estaban en constante conflicto con los daneses durante la Era de Vendel (siglo VI); sin embargo, según la tradición de las sagas nórdicas, los headobardos aparecen como un clan familiar y reducen el conflicto a una deuda de sangre, o como un conflicto con los sajones, donde los daneses desplazaron a los headobardos de sus territorios.

## Beowulf
En Beowulf, los headobardos están inmersos en una guerra contra los daneses. Cuando Beowulf informa de sus acciones en Dinamarca a su rey Hygelac, menciona que el rey Hroðgar tenía una hija, Freawaru. Como Fróði había muerto en manos de los daneses, Hroðgar envió a Freawaru para casarse con Ingeld, en un intento infructuoso de acabar con la violencia. Un viejo guerrero apremió a los headobardos para la venganza, y Beowulf predice a Hygelac que Ingeld se volvería contra su suegro Hroðgar.

## Gesta Danorum
La versión en Gesta Danorum, el viejo guerrero aparece identificado como Starkad, y triunfa en sus artimañas para lograr que Ingeld se divorcie y volverse en contra de la familia de su esposa. Según el poema Beowulf, el poeta cita que Heorot, fue finalmente destruida por el fuego.
Mientras el filólogo Sophus Bugge interpreta que la guerra con Ingeld es un nuevo conflicto que se inicia con el ataque y quema de Heorot, el poema separa ambos acontecimientos, según Francis Barton Gummere.

## Widsith
Beowulf no se manifiesta sobre el resultado de la batalla contra Ingeld, pero Widsith menciona a Hroðgar y Hroðulf derrotando a los headobardos en Heorot.